# Cassidy (rapero)
Cassidy o Barry Reese (7 de julio de 1982) es un rapero nativo de Filadelfia de origen afrodescendiente y dominicano.

## Biografía
Su álbum Split Personality alcanzó la segunda posición del Billboard 200 en 2004 y la primera en 'Billboard R&B/Hip-Hop Albums'. Comenzó su carrera como cantante de batallas de rap apareciendo con asiduidad en 'remix'. Por entonces, era miembro de la crew Larceny, hasta que el productor musical Swizz Beatz le firmó, cosechando éxitos como "Hotel", junto a R. Kelly.

## Discografía

### Álbumes
- Split Personality (2004)
- I'm A Hustla (2005)
- B.A.R.S. (2007)
- C.A.S.H. (2010)

### Sencillos
- "Hotel" (feat. R. Kelly) (2003)
- "Get No Better" (feat. Mashonda) (2004)
- "I'm A Hustla" (2005)
- "B-Boy Stance" (2005)
- "Drink 'N My 2 Steps" (2007)